# Station Montluçon-Rimard
Station Montluçon-Rimard is een spoorwegstation in de Franse gemeente Montluçon.